# Dicranum transsylvanicum
Dicranum transsylvanicum är en bladmossart som beskrevs av Michael Lüth 2002. Dicranum transsylvanicum ingår i släktet kvastmossor, och familjen Dicranaceae. Inga underarter finns listade i Catalogue of Life.